# Лэмбтон, Джон Джордж, 1-й граф Даремский
Достопочтенный Джон Джордж Лэмбтон, 1-й граф Даремский (англ. John George Lambton, 12 апреля 1792 года, Лондон, Великобритания — 28 июля 1840 года, Каус, Великобритания) — британский государственный деятель от партии вигов, генерал-губернатор и верховный комиссар в британской Северной Америке.

## Биография
Джон Джордж Лэмбтон, лорд Даремский, родился 12 апреля 1797 года в Лондоне, в семье Уильяма Генри Лэмбтона (англ.) и леди Энн Барбаре Фрэнсис, дочери Джорджа Вильерса, графа Джерси (англ.). Состояние семьи зависело в основном от добычи полезных ископаемых на землях, окружающих замок Лэмбтонов в родовом поместье, в графстве Дарем. После окончания Итона он вступил в армию в 1809 году в качестве корнета в 10-й гусарский полк, но ушел в отставку в 1811 году. С 1813 по 1828 годы был членом парламента.

## Политическая карьера
Дарем был впервые избран в парламент графства Дарем в ходе всеобщих выборов 1812 года (англ.), где занимал место до 1828 года, когда был возведён в звание пэра. После того, как его тесть лорд Грей стал премьер-министром в 1830 году, Дарем был приведён к присяге Тайного совета и назначен лордом-хранителем печати. В этот период он участвовал в разработке Акта от 1832 года. Лорд Дарем покинул кабинет в 1833 году. В том же году был удостоен звания виконта Лэмбтона и графа Дарема.
С 1835 года служил в качестве посла в России, стал кавалером ордена Александра Невского, Святого апостола Андрея Первозванного и ордена Святой Анны. В 1837 году назначен кавалером Большого креста Ордена Бани.

## Канадская миссия
Лорд Дарем был направлен в Канаду в 1837 году для расследования обстоятельств двух восстаний, произошедших в том же году: в Нижней Канаде под предводительством Луи-Жозефа Папино и в Верхней Канаде под руководством Уильяма Лайона Макензи. Его подробный и знаменитый доклад по делам британской Северной Америки (1839) рекомендовал реформы правительства и законодательного союза Верхней Канады, Нижней Канады и Приморских провинций.
Он указал на серьезные недочеты в колониальной политике и посоветовал пойти на ряд уступок канадцам — ограничить власть генерал-губернатора и губернаторов, установить (при сохранении цензового избирательного права) ответственность местной исполнительной власти перед законодательной («ответственное правительство»), обложить налогом необрабатываемые земли, прекратить бесплатную раздачу земли колониальным офицерам и чиновникам, увеличить британскую иммиграцию, приступить к строительству трансканадской железной дороги. В то же время граф объявил главной причиной восстания противоречия между прогрессивным и цивилизованным англоязычным меньшинством страны и невежественным консервативным франкоязычным большинством и посоветовал ассимилировать «канадьенов», слив две колониальные провинции в одну. (В этом вопросе он исходил из ложных посылок — как мы видели, среди патриотов было много франкоканадцев, и самые значительные бои 1837 года разыгрались как раз в Нижней Канаде.)
Дарем не требовал преобразования всей Британской Северной Америки в единую колонию. Судьбы Новой Шотландии, Нью-Брансуика, Ньюфаундленда и Острова Принца Эдуарда остались за пределами его внимания и доклада. В данном отношении граф-дипломат оказался позади генерала Карлтона.
Кроме обессмертившего его доклада граф попытался ограничить размах репрессий против участников восстания. Лорд Дарем выпустил из тюрем часть арестованных. Намеревался объявить амнистию всем отказавшимся от вооруженной борьбы. Однако потерпел неудачу. Верх взяли сторонники возмездия — военно-бюрократические и лоялистские круги во главе с Колборном.
Правящие круги метрополии сознательно растянули претворение в жизнь требований патриотов и предложений Дарема (очень скоро отозванного на родину и умершего молодым) на целых тридцать лет.